# Guêpière

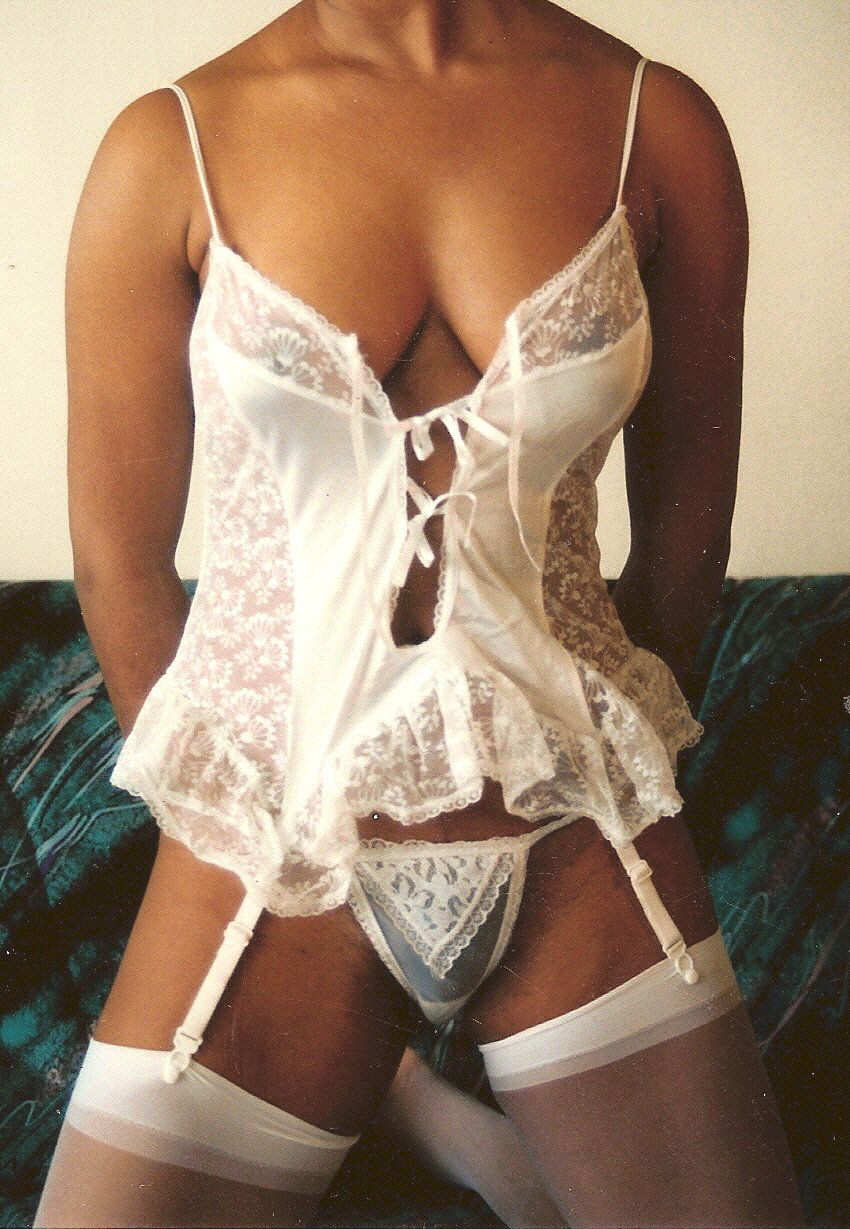
Een hedendaagse guêpière, met overwegend erotiserende functie

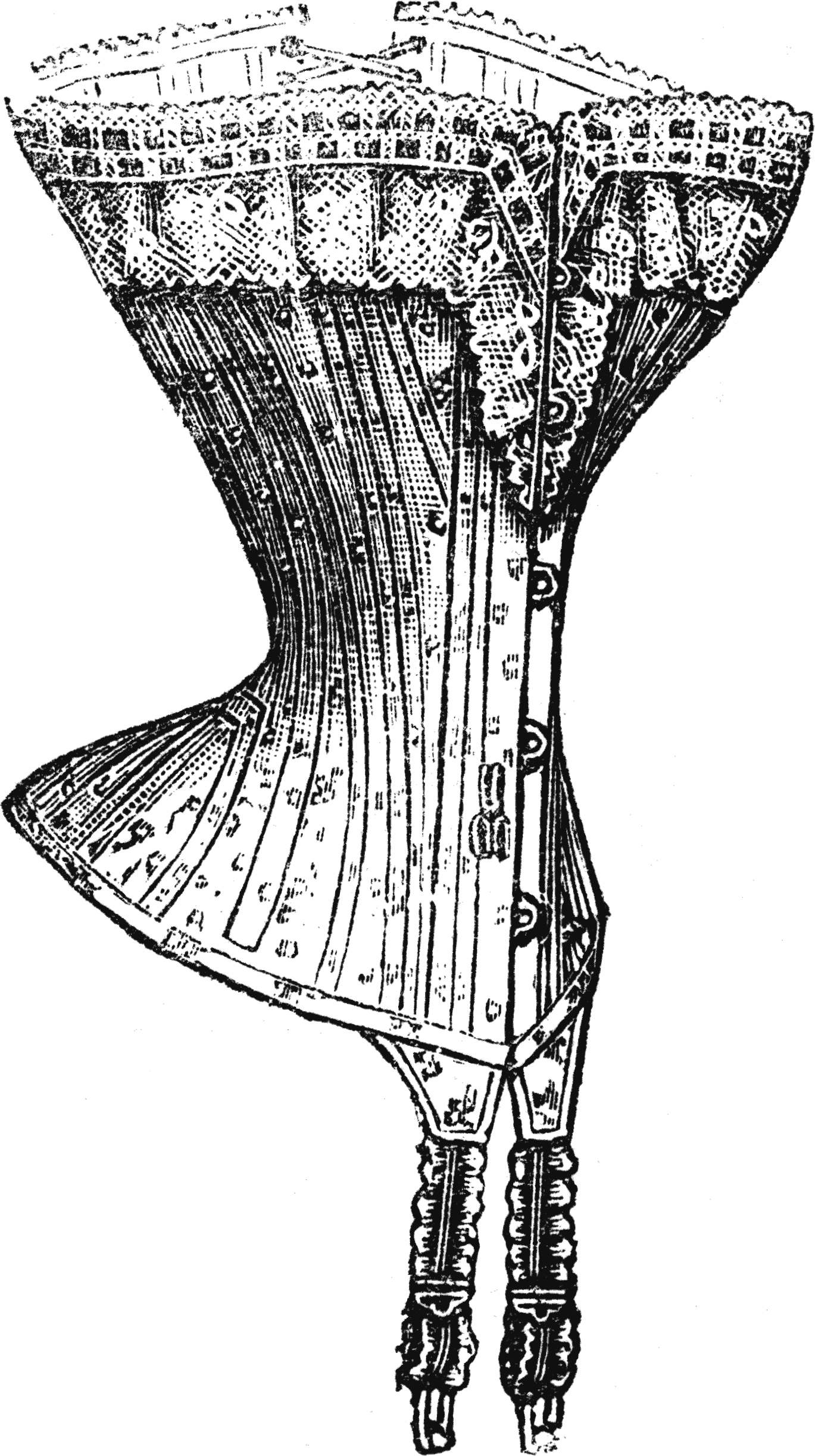
Guêpière, met wespentaille

Een guêpière (uit het Frans: tailleband; afgeleid van guêpe→wesp), ook torselet genoemd (afgeleid van torso, romp), is een vorm van ondergoed die, evenals het korset, bedoeld is om de persoon die het draagt een smaller middel te geven (wespentaille). Het wordt op zijn plaats gehouden door bandjes om de schouders of een halter om de hals (maar er zijn ook halterloze guêpières die gedragen kunnen worden onder kledij die de schouders bloot laat). In de regel kan de guêpière aan de achterzijde met haakjes, knoopjes, een ritssluiting of veters gesloten worden, en desgewenst strakker of losser gemaakt. Aan de onderzijde bevinden zich jarretelles om kousen op te houden. De guêpière onderscheidt zich van het korset, doordat hij het hele bovenlijf bedekt en tevens als bustehouder fungeert (er zijn ook modellen met een borstondersteunend cuploos beha-gedeelte). Anderzijds onderscheidt de guêpière zich van de bustier, doordat deze laatste geen jarretelles heeft.
De geschiedenis van de guêpière gaat terug tot de 18de eeuw, toen de mode een smal middel voorschreef (zie onder korset). Het kledingstuk kreeg echter met de uitvinding van de nylonkous nieuw leven ingeblazen. De guêpière kreeg in de loop van de 20e eeuw een enigszins oubollig imago, geassocieerd met oudere dames of met dames die van de erotiek hun bestaan maakten. Vrouwelijke popsterren als Madonna, Janet Jackson, Beyoncé en Britney Spears brachten de guêpière echter weer helemaal terug in de wereld van de popmuziek, wat ook veel invloed had op het aanbod in de lingeriewinkels. Tegen het jaar 2000 werd de guêpière door topontwerpster Marlies Dekkers nadrukkelijk een centraal object van de nieuwe lingeriecollectie Undressed en won deze aanzienlijk aan populariteit.